# Hans Maurer (Architekt)

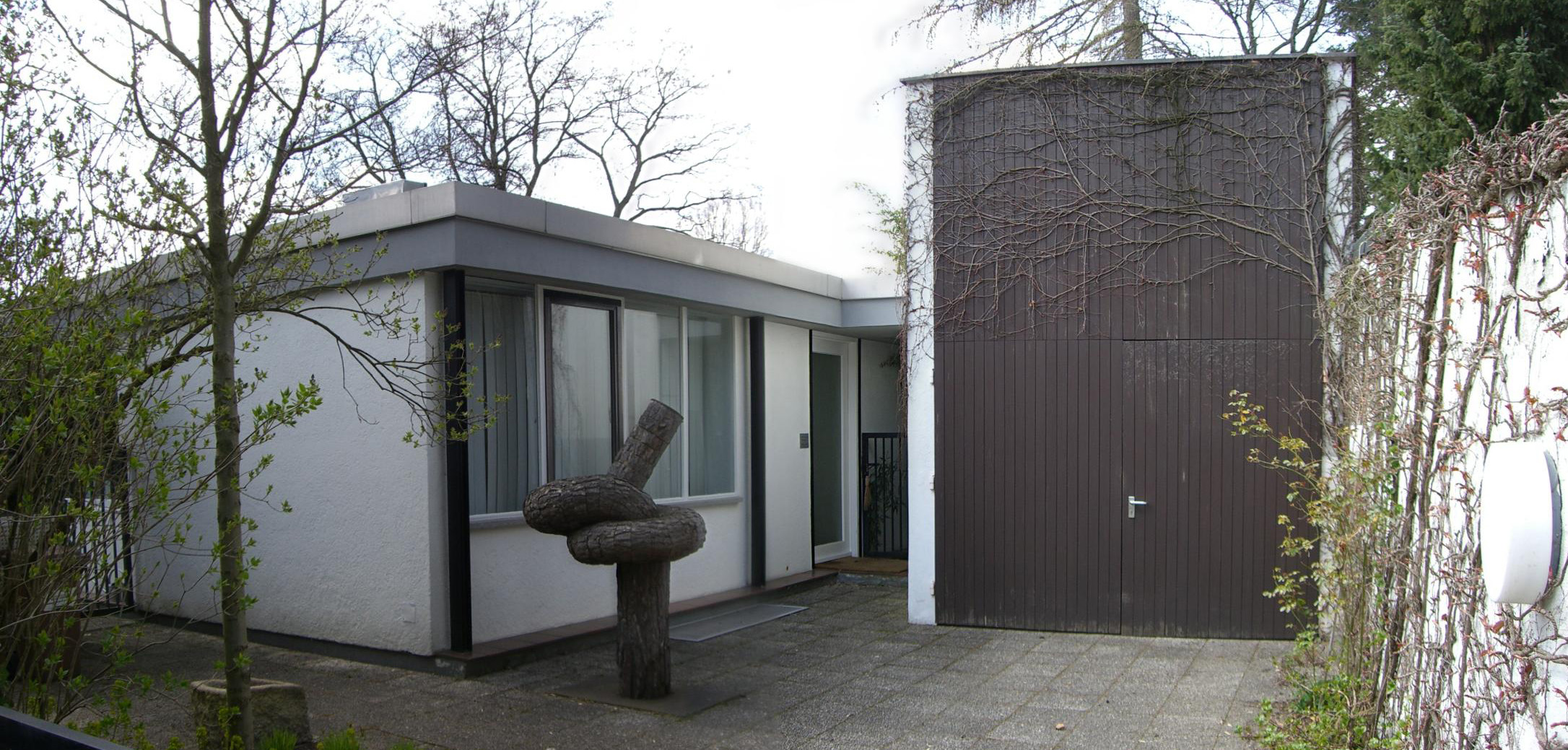
Haus Maurer, München-Obermenzing

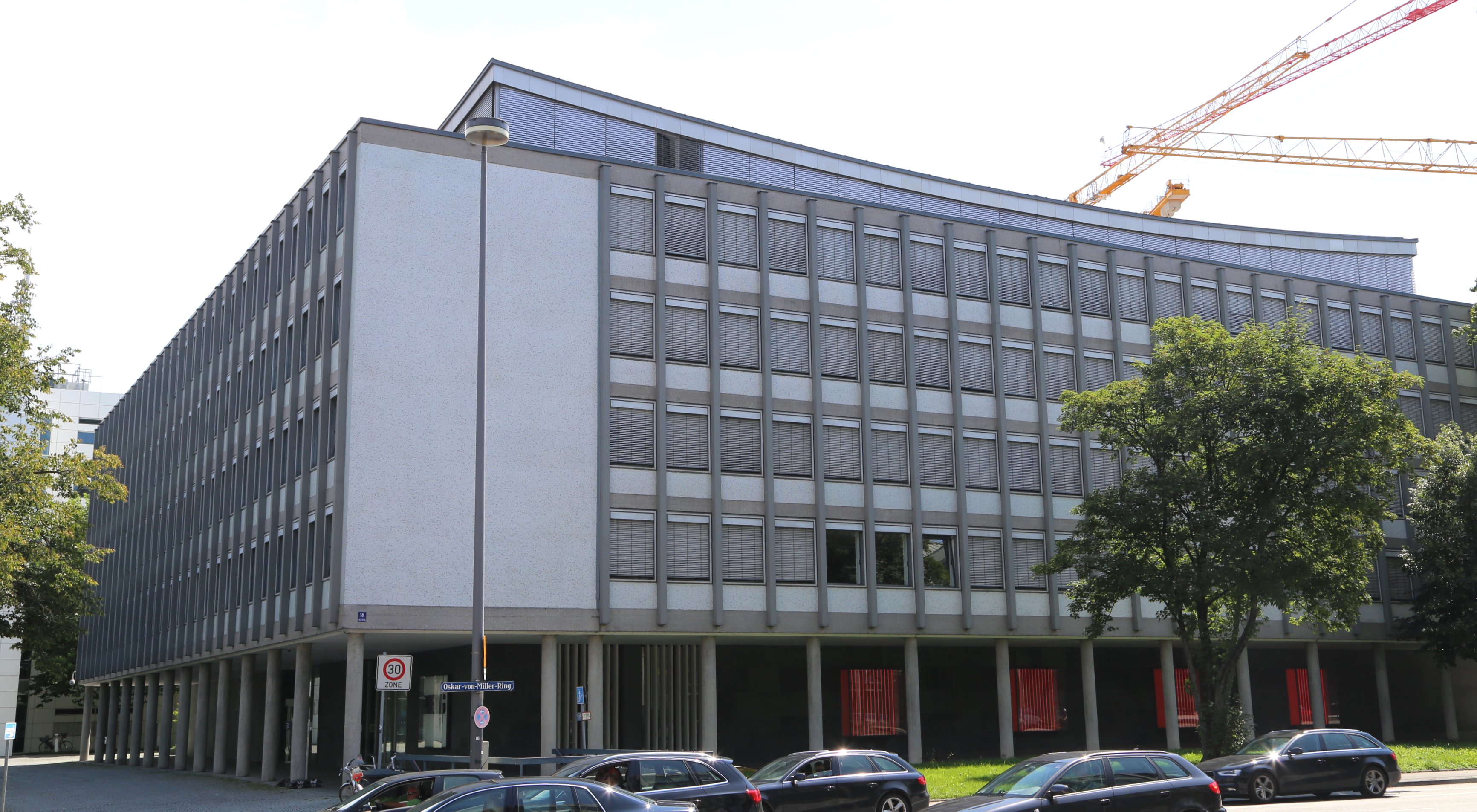
Siemens-Verwaltungsgebäude, München-Maxvorstadt

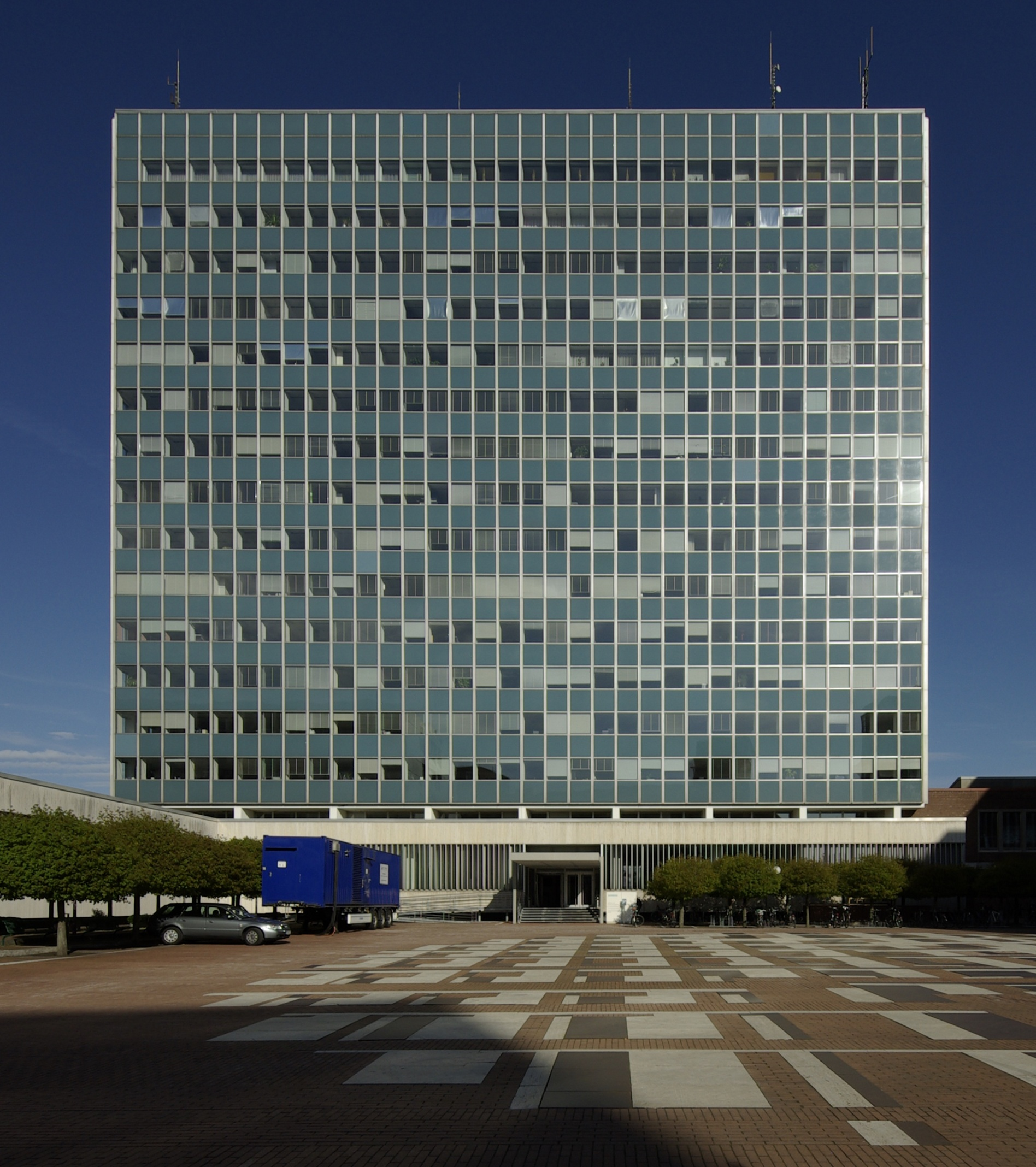
Glaspalast der Siemens-Schuckertwerke Erlangen

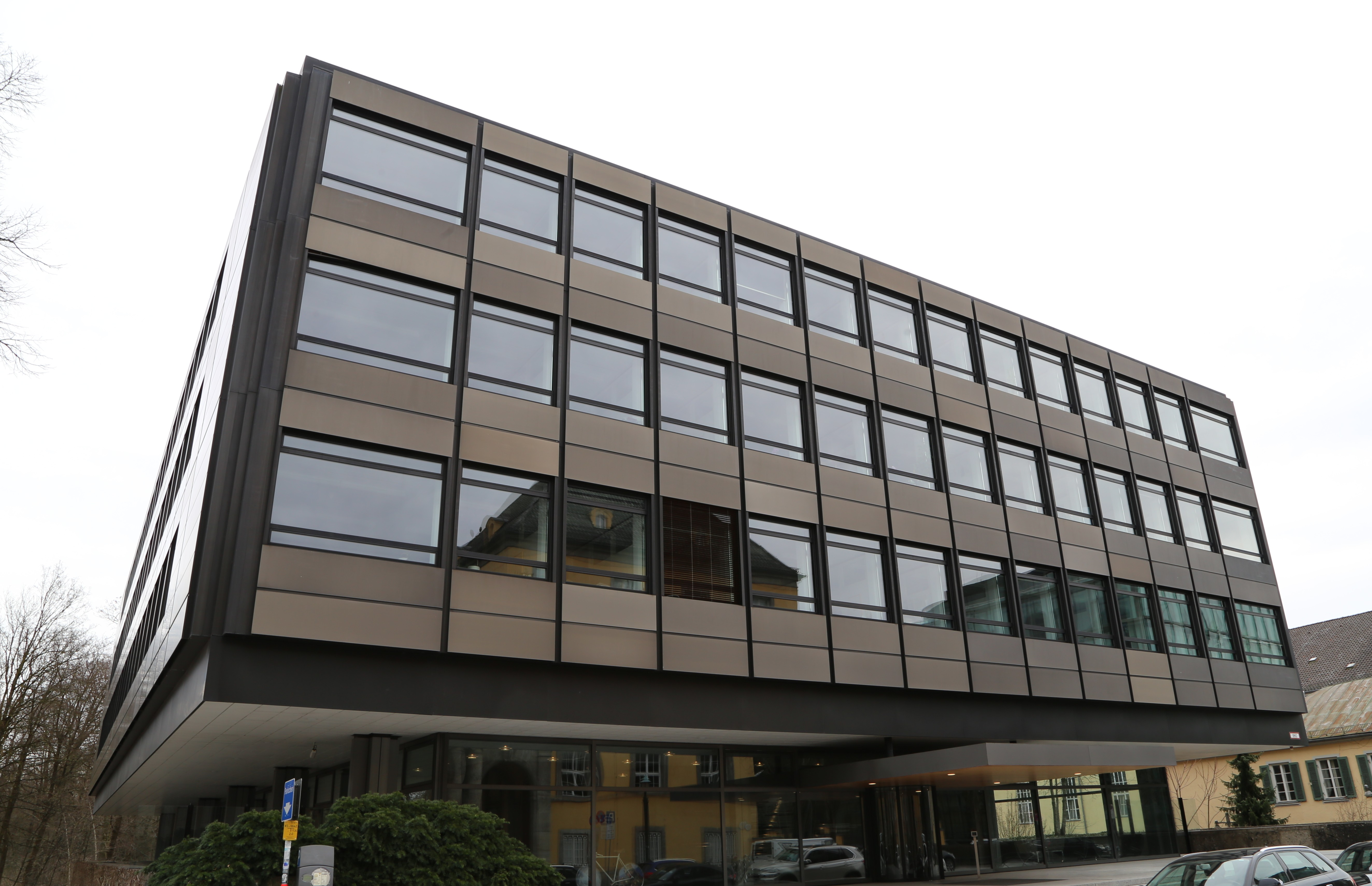
Bürogebäude der Münchener Rückversicherungs-AG, München-Schwabing

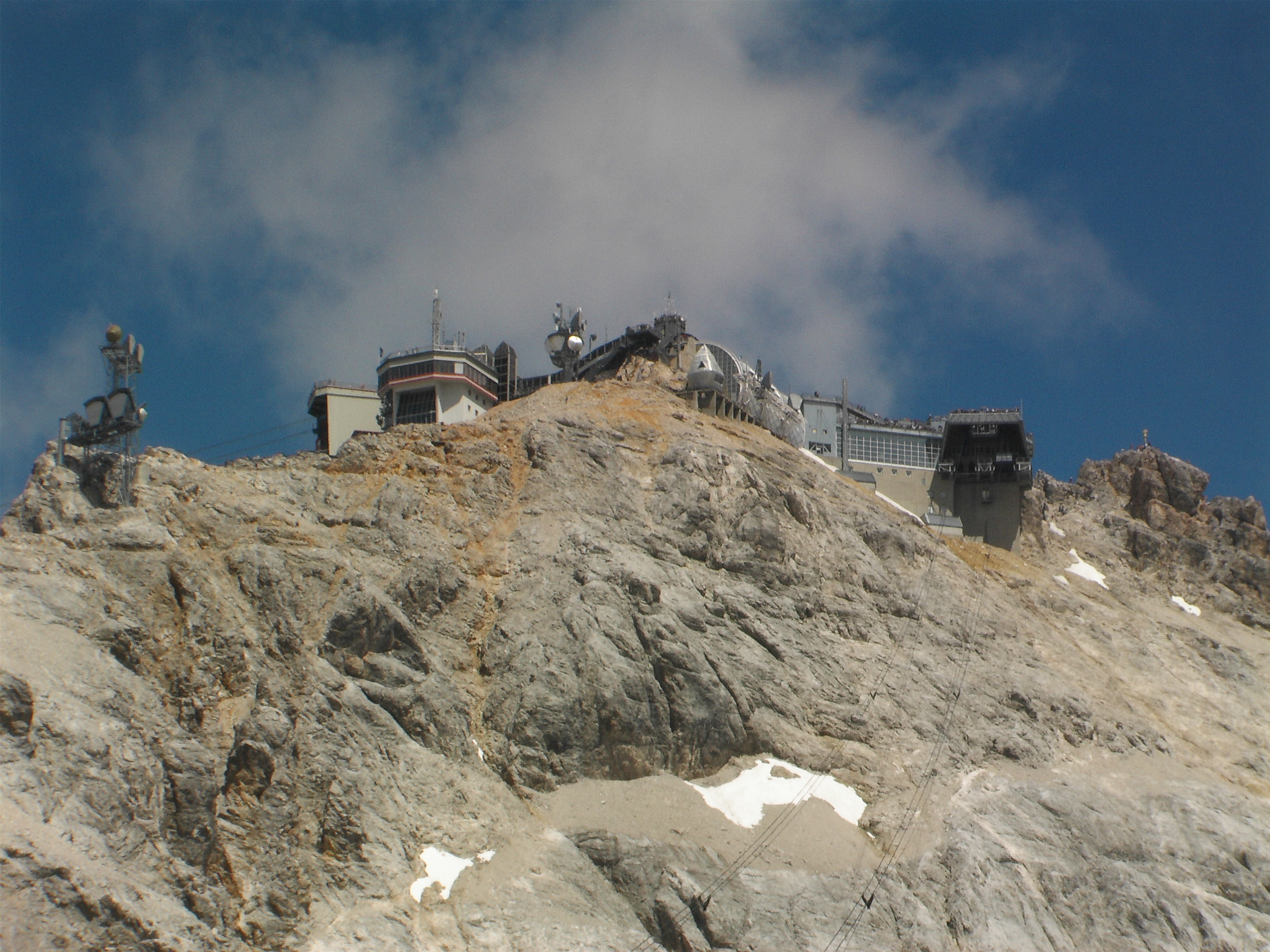
Richtfunkübertragungsstelle auf der Zugspitze (1975–1981)

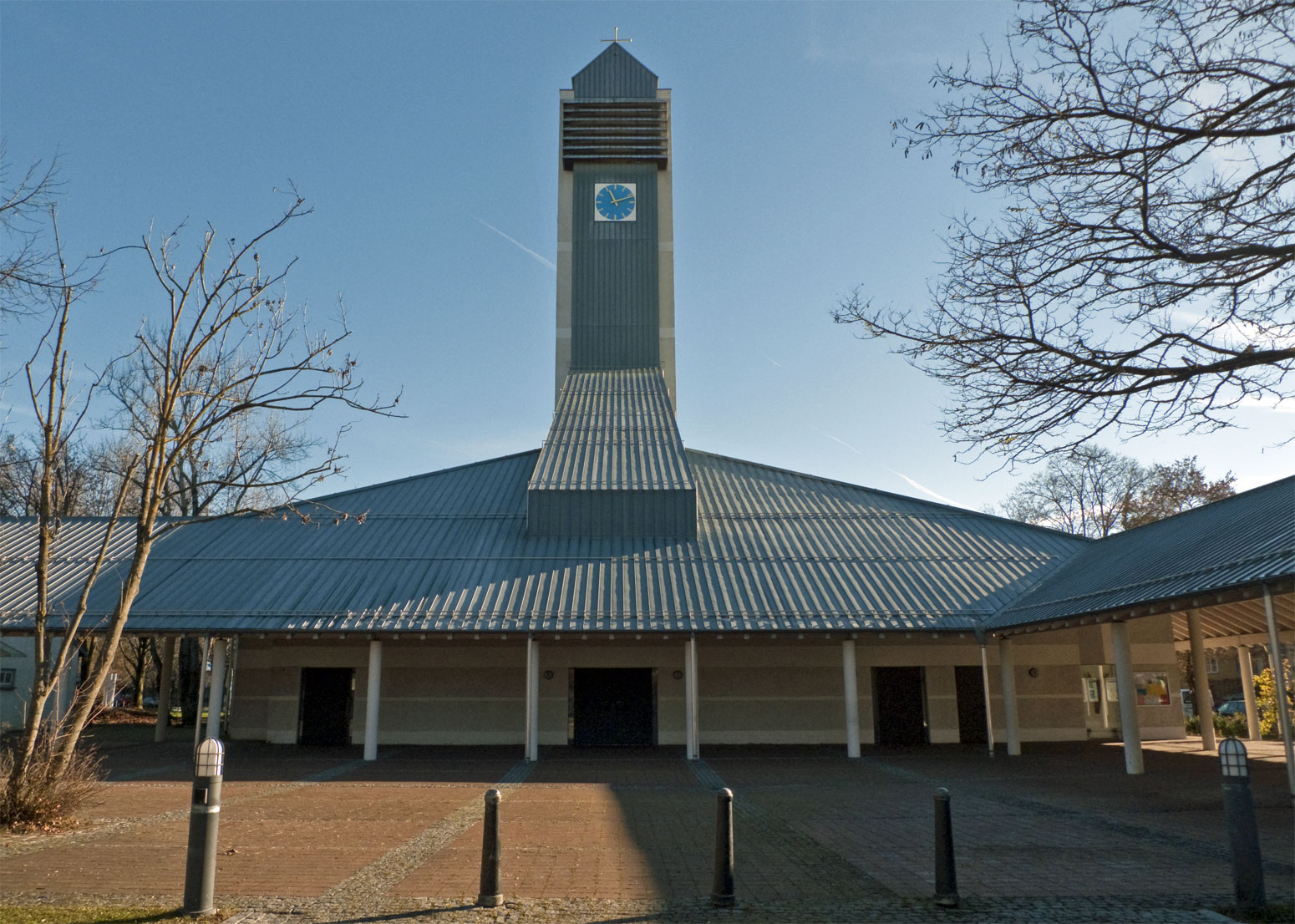
St. Katharina von Siena, München-Freimann

Hans Maurer (* 27. Januar 1926 in Raitenhaslach bei Burghausen; † 2001 in München) war ein deutscher Architekt.

## Werdegang
Hans Maurer studierte von 1943 bis 1947 an der Staatsbauschule München und arbeite anschließend bei Gustav Gsaenger (Siemens AG). 1949 gründete er mit seiner späteren Ehefrau Traudl Maurer ein Architekturbüro in München-Pasing.
Von 1955 bis 1983 beriet er die Siemens AG und die damalige Siemens-Bauunion. Er errichtete zahlreiche Bauten für den Konzern, die jedoch heute zum Teil nicht mehr durch die Siemens AG genutzt, verkauft oder trotz Denkmalschutz abgebrochen wurden.

## Bauten
mit Traudl Maurer:
- 1950–1951: Kindergarten, Lehrlingswohnheim und Jugendheim Don Bosco, Pegnitz mit Grete und Werner Wirsing
- 1951–1953: St. Sebastian, Bernheck
- 1953: Kindergarten St. Wolfgang, Hirschau
- 1954–1955: Haus Maurer, München-Obermenzing[1] Lage
- 1956: Haus Zimmermann, Mindelheim[2]
- 1955–1957: Belegschaftshaus der Wacker Chemie, Burghausen[3]
- vor 1959: Haus über dem Starnberger See[4]
- 1958–1962: Katholische Kirche St. Michael, Grubweg
- 1961–1962: Pavillon der Aluminium-Zentrale e. V., Hannover-Messe mit Ernst Denk[5]

eigene Bauten:
- vor 1957: Wohnhaus, München[1]
- 1956–1957: Verwaltungsgebäude der Siemens AG (frühere Zweigniederlassung der Siemens & Halske AG), München-Maxvorstadt mit Eduard von der Lippe[6] Lage
- 1959–1962: Glaspalast der Siemens-Schuckertwerke (mittlerweile nicht mehr durch Siemens genutzt), Erlangen Lage
- 1959–1965: Forschungszentrum der Siemens-Schuckertwerke, Erlangen (abgerissen)[7] Lage
- vor 1961: Bauabteilung, Werkhalle und Lager für die Deutsche Grammophon Gesellschaft in Hannover-Langenhagen[8]
- 1961–1963: Siemens-Hochhaus, München-Obersendling (nicht mehr durch Siemens genutzt) Lage
- 1961–1965: Bürogebäude der Münchener Rückversicherungs-AG, München-Schwabing mit Ernst Denk, G.H. und C. Winkler, Gartenarchitekt: Alfred Reich, Künstler: Georg Brenninger, Norbert Kricke Lage
- 1963–1964: Radom Raisting der Erdfunkstelle Raisting Lage
- 1965–1968: Zweigniederlassung der Siemens AG, München-Bogenhausen (abgerissen[9]) Lage
- 1972: Zweigniederlassung der Siemens AG an der Von-der-Tann-Straße 30, Nürnberg (abgerissen)
- 1972: Apartmenthaus, München[10]
- 1975–1981: Funkübertragungsstelle, Zugspitze Lage
- 1976–1978: Bürogebäude „Kleeblatt“ der Siemens AG, Erlangen Lage
- 1977–1979: Rechenzentrum der Siemens AG, Erlangen
- 1987–1990: St. Katharina von Siena, München-Freimann[11] Lage

## Schriften
- Bauten und Projekte 1947 bis heute. Verlag Karl Krämer, Stuttgart 1989, ISBN 3-7828-1605-6.

## Ehrungen
- 1960: Förderpreis für Architektur der Landeshauptstadt München[12]

Folgende Bauwerke sind vom Bayerischen Landesamt für Denkmalpflege eingetragene Baudenkmäler:
- Eigenes Wohnhaus von Hans Maurer (1954–1955), München-Obermenzing[13]
- Bürogebäude der Münchener Rückversicherungs-AG (1963–1965), München-Schwabing[14]

## Ehemalige Mitarbeiter
- Josef Lackner
- Willibald Zeilhofer